# Ostiola

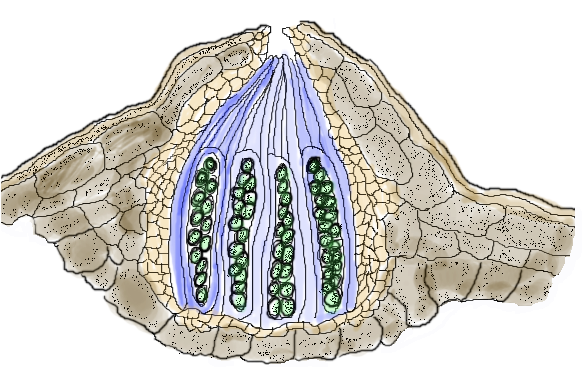
Ostiola w perytecjum grzybów

Ostiola, l.mn. ostiole (łac. ostiolum) – mały otwór występujący u organizmów żywych.
- w mykologii jest to niewielki, kropeczkowaty otwór na szczycie perytecjum, przez który wydostają się zarodniki[1],
- w zoologii ostiole to para otworów u pluskwiaków różnoskrzydłych, stanowiąca ujście dla grzbietowych, odwłokowych gruczołów wydzielniczych. U owadów dorosłych zlokalizowane są one w pobliżu bioder[2].